# Mimulopsis madagascariensis
Mimulopsis madagascariensis är en akantusväxtart som först beskrevs av John Gilbert Baker, och fick sitt nu gällande namn av Raymond Benoist. Mimulopsis madagascariensis ingår i släktet Mimulopsis och familjen akantusväxter. Inga underarter finns listade i Catalogue of Life.